# Piseux

Piseux este o comună în departamentul Eure, Franța. În 1 ianuarie 2022 avea o populație de 691 de locuitori.